# Jacek Kiełb
Jacek Kiełb (Siedlce, 10 gennaio 1988) è un ex calciatore polacco, di ruolo centrocampista.

## Carriera

### Club
Kiełb ha iniziato la sua carriera nel 2004 nello Siedlce Pogon, per poi passare, nel 2005, alle giovanili del Korona Kielce; l'anno successivo si ha il suo debutto da professionista nell'Ekstraklasa. Il 10 giugno 2010 il Lech Poznań lo acquista dal Korona Kielce.

### Nazionale
Dopo aver precedentemente giocato anche in Under-21, nel 2010 ha giocato 2 partite con la nazionale maggiore polacca.

## Statistiche

### Cronologia presenze e reti in nazionale
| Cronologia completa delle presenze e delle reti in nazionale ― Polonia | Cronologia completa delle presenze e delle reti in nazionale ― Polonia | Cronologia completa delle presenze e delle reti in nazionale ― Polonia | Cronologia completa delle presenze e delle reti in nazionale ― Polonia | Cronologia completa delle presenze e delle reti in nazionale ― Polonia | Cronologia completa delle presenze e delle reti in nazionale ― Polonia | Cronologia completa delle presenze e delle reti in nazionale ― Polonia | Cronologia completa delle presenze e delle reti in nazionale ― Polonia |
| Data                                                                   | Città                                                                  | In casa                                                                | Risultato                                                              | Ospiti                                                                 | Competizione                                                           | Reti                                                                   | Note                                                                   |
| ---------------------------------------------------------------------- | ---------------------------------------------------------------------- | ---------------------------------------------------------------------- | ---------------------------------------------------------------------- | ---------------------------------------------------------------------- | ---------------------------------------------------------------------- | ---------------------------------------------------------------------- | ---------------------------------------------------------------------- |
| 17-1-2010                                                              | Nakhon Ratchasima                                                      | Danimarca                                                              | 3 – 1                                                                  | Polonia                                                                | King's Cup 2010                                                        | 2                                                                      |                                                                        |
| 23-1-2010                                                              | Nakhon Ratchasima                                                      | Singapore                                                              | 1 – 6                                                                  | Polonia                                                                | King's Cup 2010                                                        | -                                                                      |                                                                        |
| Totale                                                                 |                                                                        | Presenze                                                               | 2                                                                      |                                                                        | Reti                                                                   | 0                                                                      |                                                                        |

| Cronologia completa delle presenze e delle reti in nazionale ― Polonia under 21 | Cronologia completa delle presenze e delle reti in nazionale ― Polonia under 21 | Cronologia completa delle presenze e delle reti in nazionale ― Polonia under 21 | Cronologia completa delle presenze e delle reti in nazionale ― Polonia under 21 | Cronologia completa delle presenze e delle reti in nazionale ― Polonia under 21 | Cronologia completa delle presenze e delle reti in nazionale ― Polonia under 21 | Cronologia completa delle presenze e delle reti in nazionale ― Polonia under 21 | Cronologia completa delle presenze e delle reti in nazionale ― Polonia under 21 |
| Data                                                                            | Città                                                                           | In casa                                                                         | Risultato                                                                       | Ospiti                                                                          | Competizione                                                                    | Reti                                                                            | Note                                                                            |
| ------------------------------------------------------------------------------- | ------------------------------------------------------------------------------- | ------------------------------------------------------------------------------- | ------------------------------------------------------------------------------- | ------------------------------------------------------------------------------- | ------------------------------------------------------------------------------- | ------------------------------------------------------------------------------- | ------------------------------------------------------------------------------- |
| 9-10-2009                                                                       | Eschen                                                                          | Liechtenstein under 21                                                          | 0 – 5                                                                           | Polonia under 21                                                                | Qual. Europeo Under-21 2011                                                     | 2                                                                               |                                                                                 |
| 13-10-2009                                                                      | Kielce                                                                          | Polonia under 21                                                                | 0 – 4                                                                           | Paesi Bassi under 21                                                            | Qual. Europeo Under-21 2011                                                     | -                                                                               |                                                                                 |
| 3-3-2010                                                                        | Doetinchem                                                                      | Paesi Bassi under 21                                                            | 3 – 2                                                                           | Polonia under 21                                                                | Qual. Europeo Under-21 2011                                                     | 1                                                                               |                                                                                 |
| Totale                                                                          |                                                                                 | Presenze                                                                        | 3                                                                               |                                                                                 | Reti                                                                            | 3                                                                               |                                                                                 |